# Hippocrepis constricta
Hippocrepis constricta är en ärtväxtart som beskrevs av Gustav Kunze. Hippocrepis constricta ingår i släktet hästskoklövrar, och familjen ärtväxter. Inga underarter finns listade i Catalogue of Life.